# Åsättra
Åsättra är en gammal by, (småort i Österåkers kommun längs länsväg 276), även om byggnaderna som finns idag är från 1900-talets inledning. Orten nämns första gången i skrift år 1392 som Asaetrum. Den ligger cirka 10 kilometer norr om Åkersberga, Österåkers kommun, Stockholms län.

## Samhället
I Åsättra finns lantbruksgårdarna Oppgården, Mellangården, Nedergården samt Storgården. År 2010 var Nedergården den enda av gårdarna som brukades aktivt. Förutom några mindre industriföretag finns en livsmedelsbutik med gatukök och en förskola. Tidigare låg en lanthandel på bygatan där ett snickeri ligger idag.
Åsättra handels affärsverksamhet startades på 1870-talet av Gustaf Lindblom. 1874 flyttade Lindblom till Stenhagen men drev också handel från en källare i Åsättra. 1877 övertogs verksamheten av A.F. Andersson från Riala. Från 1890-talet och framåt växlade ägarna – totalt har tio personer drivit affären. Från 1936 till 1989 var det medlemmar av familjen Birath som ägde affären. 1994 gick affären i konkurs och verksamheten upphörde.
Åsättra skola är en av Österåkers äldsta skolor. I slutet av 1830-talet fanns på platsen ett skolhus.Den förste läraren hette Karl Jansson. Han var invalid och saknade lärarutbildning. År 1830 fanns ett skolhus där småskolebyggnaden var belägen.
År 1880 uppfördes folkskolan som var socknens största innan Centralskolans tillkomst.

## Fornminnen
Det finns ett antal fornlämningar från stenåldern, bland annat vid Strålsjölundsvägen.